# 佩拉莱斯新镇
佩拉莱斯新镇，是西班牙马德里自治区的一个市镇。总面积31.18平方公里，总人口1458人（2013年），人口密度46.76人/平方公里。佩拉莱斯新镇海拔595米。